# Robert Chapatte
Robert Chapatte (Neuilly-sur-Seine, 14 d'octubre de 1922 - París, 17 d'agost de 2002) va ser un ciclista i periodista francès.
Com a ciclista fou professional entre 1944 i 1952. Va combinar la carretera amb el ciclisme en pista. Va disputar diferents edicions del Tour de França.
Després de la seva carrera esportiva va esdevenir periodista esportiu per diferents diaris i ràdios. Posteriorment va passar a la televisió on va col·laborar i presentar diferents programes d'esports.
És autor de l'anomenat teorema de Chapatte. Aquest diu que: "Durant una cursa de ciclisme, si un ciclista que està escapat en solitari, arriba amb un minut d'avantatge sobre els seus immediats perseguidors a menys de deu quilòmetres per al final, es considera que té un avantatge suficient per evitar ser capturat abans de l'arribada"

## Palmarès
- 1944
  - 1r al Premi Dupré-Lapize (amb Emile Ignat)
- 1948
  - 1r al Circuit des Deux Ponts
- 1949
  - 1r al Circuit dels colls pirinencs
- 1952
  - 1r del Gran Premi d'Espéraza

### Resultats al Tour de França
- 1948. 28è de la Classificació general
- 1949. 16è de la Classificació general
- 1950. Abandona (9a etapa)
- 1951. Fora de control (7a etapa)
- 1952. Abandona (3a etapa)